# Gary Karr
Gary Michael Karr (Los Angeles, 20 novembre 1941 – 16 luglio 2025) è stato un contrabbassista statunitense, considerato uno dei più grandi virtuosi dello strumento.

## Biografia
Esordì come solista con Leonard Bernstein nel 1962 e nel corso della sua carriera si esibì con le maggiori orchestre del mondo, prevalentemente suonando uno strumento ricevuto dalla vedova di Koussevitzky, per molto tempo attribuito ai fratelli Antonio e Girolamo Amati, noto successivamente come Karr-Koussevitzky. 
Dopo il ritiro dalle scene di Gary Karr, avvenuto ufficialmente nel 2002, il suo contrabbasso fu donato alla International Society of Bassists e utilizzato, tra gli altri, da Scott Pingel con la San Francisco Academy Orchestra.
Nel 1984 costituì la Karr Double Bass Foundation, per fornire strumenti adeguati ai più promettenti giovani contrabbassisti.
Nonostante il precoce ritiro dalle scene, Gary Karr continuò sporadicamente ad apparire in concerto.